# Comté de Murgon
Le comté de Murgon était une zone d'administration locale dans le sud-est du Queensland en Australie.
Il a fusionné en mars 2008 avec les comtés de Kingaroy, Nanango et Wondai pour former le conseil de la région de Burnett Sud (South Burnett Regional Council)